# Eutrema bouffordii
Eutrema bouffordii är en korsblommig växtart som beskrevs av Al-shehbaz. Eutrema bouffordii ingår i släktet skidörter, och familjen korsblommiga växter. Inga underarter finns listade i Catalogue of Life.